# Escuela Técnica Superior de Ingenieros de Telecomunicación de Valladolid
La Escuela Técnica Superior de Ingenieros de Telecomunicación de Valladolid (E.T.S.I.T.) es un centro de la Universidad de Valladolid donde se imparten seis titulaciones. Se encuentra situada dentro del Campus Miguel Delibes en el Edificio de Tecnologías de la Información y las Telecomunicaciones. Es la única escuela donde se imparten estos estudios en toda la comunidad autónoma de Castilla y León.

## Titulaciones
Entre las nuevas titulaciones ofertadas después de completar la adaptación al Espacio Europeo de Educación Superior se encuentran el Doble Grado ITT-ADE y el máster en Big Data Science.

Las Titulaciones ofertadas actualmente por la Escuela Técnica Superior de Ingenieros de Telecomunicación son:
- Grado en Ingeniería de Tecnologías de Telecomunicación
- Grado en Ingeniería de Tecnologías Específicas de Telecomunicación
  - Mención de Sistemas de Telecomunicación
  - Mención de Telemática
  - Mención de Sistemas Electrónico

```
Titulación habilitante para el ejercicio de la profesión regulada de Ingeniero Técnico de Telecomunicación. 
```

- Programa de Estudios Conjunto de Grado en Ingeniería de Tecnologías de Telecomunicación y Grado en Administración y Dirección de Empresas
- Máster en Ingeniería de Telecomunicación

```
Titulación habilitante para el ejercicio de la profesión regulada de Ingeniero Superior de Telecomunicación.
```

- Máster en Investigación en Tecnologías de la Información y las Comunicaciones
- Máster en Big Data Science

## Departamentos

### Departamentos con sede en la ETSIT
- Departamento de Teoría de la Señal y Comunicaciones e Ingeniería Telemática
- Departamento de Electricidad y Electrónica

### Departamentos con docencia en la ETSIT
- Departamento de Economía Aplicada
- Departamento de Filología Inglesa
- Departamento de Ingeniería de Sistemas y Automática
- Departamento de Matemática Aplicada
- Departamento de Termodinámica y Física Aplicada